# Sikory (województwo kujawsko-pomorskie)
Sikory – wieś w Polsce położona w województwie kujawsko-pomorskim, w powiecie rypińskim, w gminie Rypin.

## Podział administracyjny
W latach 1975–1998 miejscowość położona była w województwie włocławskim.

## Demografia
Według Narodowego Spisu Powszechnego (III 2011 r.) liczyła 161 mieszkańców. Jest 21. co do wielkości miejscowością gminy Rypin.